# Pierre (South Dakota)
Pierre is de hoofdstad van de Amerikaanse staat South Dakota en de hoofdplaats van Hughes County. Met 13.646 inwoners (2010) is Pierre de op een na kleinste hoofdplaats van een Amerikaanse staat, na Montpelier (Vermont). Het is de 8e stad van South Dakota. Ze werd gesticht in 1880 en als hoofdstad gekozen vanwege zijn centrale ligging. 

## Geschiedenis
Pierre dankt haar naam aan Fort Pierre dat aan de andere kant van de Missouri lag. Het fort zelf was vernoemd naar Pierre Chouteau, een Amerikaanse zakenman met Franse wortels. Met de bouw van de stad werd in 1800 begonnen. In 1889 werd Pierre de hoofdstad van South Dakota vanwege de centrale ligging.

## Geografie
Volgens het United States Census Bureau beslaat de plaats een oppervlakte van 33,7 km², geheel bestaande uit land.

## Demografie
Bij de volkstelling in 2000 werd het aantal inwoners vastgesteld op 13.876.
In 2006 is het aantal inwoners door het United States Census Bureau geschat op 14.095, een stijging van 219 (1,6%).